# Mas de Freixe
Mas de Freixe és una masia del municipi d'Espolla inclosa en l'Inventari del Patrimoni Arquitectònic de Catalunya.

## Descripció
Situat al nord-est del nucli urbà de la població d'Espolla, a uns set quilòmetres de distància del terme.
Masia formada per tres cossos aïllats tancats per un mur de tanca. L'edifici principal està format per dos cossos adossats que li confereixen una planta en forma de L. Presenten les cobertes de teula d'un i dos vessants i estan distribuïts en planta baixa i pis, o bé una sola planta. El cos de ponent estava destinat als corrals i, a la façana de migdia, encara conserva dues grans arcades rebaixades bastides amb lloses de pedra disposades a sardinell. Davant seu, l'espai és tancat i destinat al bestiar. La masia en si, corresponent al cos de llevant de la construcció, presenta majoritàriament obertures rectangulars bastides amb grans peces de pedra desbastada. Al sud d'aquesta estructura hi ha l'antic paller de la masia, actualment reformat. És rectangular, amb la coberta de dos vessants de teula i estructurat en dos nivells. Les portes d'accés són d'arc rebaixat i estan bastides en pedra disposada a sardinell, mentre que les finestres tenen les llindes de pissarra monolítiques, tot i que una fou substituïda per una biga de fusta.
Les construccions són bastides amb pedra sense treballar disposada irregularment, lligada amb abundant morter de calç.